# داريوس هولبرت
داريوس هولبرت (بالإنجليزية: Darius Holbert)‏ هو مغن مؤلف أمريكي، ولد في 5 أغسطس 1974 في دالاس في الولايات المتحدة.

## وصلات خارجية
- الموقع الرسمي
- داريوس هولبرت على موقع IMDb (الإنجليزية)
- داريوس هولبرت على موقع قاعدة بيانات الفيلم (الإنجليزية)